# Чулай (аэропорт)
Международный аэропорт Чула́й (вьет. Sân bay Quốc tế Chu Lai, ИАТА: VCL, ИКАО: VVCL) — вьетнамский коммерческий аэропорт, расположенный неподалёку от городка Нуитхань (Núi Thành), в 30 километрах юго-восточнее столицы провинции Куангнам города Тамки.

## История
Во время Вьетнамской войны аэродром использовался в качестве базы частями Корпуса морской пехоты США. После захвата Сайгона аэродром был практически заброшен и редким образом использовался для промежуточных посадок военных самолётов.
22 марта 2004 года началось строительство здания пассажирского терминала, который был введён в эксплуатацию ровно год спустя, и в тот же день аэропорт принял первый коммерческий рейс из хошиминского Международного аэропорта Таншоннят.
В 2008 году Международный аэропорт Чулай являлся крупнейшим вьетнамским аэропортом по занимаемой площади (30 квадратных километров).

## Модернизация
В конце 2000-х годов правительство Вьетнама приняло инвестиционный план по модернизации и развитию Международного аэропорта Чулай. Согласно утверждённому проекту будут проведены работы по реконструкции главного здания пассажирского терминала, обеих взлётно-посадочных полос, длина которых будет доведена до 3800 и 4000 метров, а ширина составит 60 метров для каждой полосы. Проект предполагает также организацию 25 самолётных стоянок к 2015 и 46 стоянок к 2025 году, а также полную реконструкцию привокзального комплекса с организацией автомобильных стоянок и двух железнодорожных станций. Общий бюджет правительственного проекта составляет 11,47 млрд вьетнамских донгов (около 700 млн долларов США). К окончанию работ по реализации данного проекта максимальная пропускная способность Международного аэропорта Чулай составит 4 млн пассажиров в год.